# Menedemos z Eretrii
Menedemos (zm. po 278 p.n.e.) – grecki filozof.
Uczeń Stilpona i Fedona. Założył szkołę filozoficzną w Eretrii (szkoła eretryjska), będącą kontynuacją szkoły Fedona w Elidzie. Menedemos był jednym z ostatnich przedstawicieli nurtu filozoficznego wywodzącego się od samego Sokratesa. Nie pozostawił po sobie żadnych dzieł. 